# Ailton Cesar Junior Alves da Silva
Ailton Cesar Junior Alves da Silva (Matão, 18 novembre 1994 – La Unión, 28 novembre 2016) è stato un calciatore brasiliano, di ruolo attaccante.

## Carriera
Ha giocato in Série A con la Chapecoense.
È deceduto, insieme a gran parte della squadra, altri passeggeri e componenti dell'equipaggio, in seguito ad un incidente aereo avvenuto il 28 novembre in Colombia, mentre si stava recando con la squadra a Medellín per disputare la finale della Coppa Sudamericana.

## Palmarès

### Competizioni statali
- Taça Guanabara: 1

Botafogo: 2015
- Campionato Catarinense: 1

Chapecoense: 2016

### Competizioni nazionali
- Campeonato Brasileiro Série B: 1

Botafogo: 2015

### Competizioni internazionali
- Coppa Sudamericana: 1

Chapecoense: 2016 (postumo)